# Особняк Юдиной
Особняк Юдиной расположен в Челябинске в Центральном районе города по адресу Красноармейская улица, 100. Является памятником архитектуры местного значения.

## История
Впервые это здание на улице Солдатской упоминается в 1899 г., когда крестьянская дочь Прасковья Фёдоровна Юдина приобрела его у вдовы священника Елены Степановны Авраамовой. Во владение Прасковья Юдина получила небольшой двухкомнатный дом, погреб, конюшню и сарай для телег, крытые железом.
В 1905 г. здесь уже стоял большой деревянный дом в 6 комнат, обшитый досками (палубленный), а к надворным постройкам добавилась прачечная, которая могла быть одним из источников доходов Юдиной. Стоимость всех строений на участке была оценена в весьма значительную сумму 1000 рублей.
Дом был собственностью Юдиной ещё в 1916 г., а по документам 1920-х гг. он уже проходил как бывший двор Лоренсова: предположительно, в 1917—1918 гг. усадьба была приобретена у Юдиной или её наследников Всеволодом Васильевичем Лоренсовым, владельцем изразечного завода. В 1923 г. этот дом был муниципализирован Управлением коммунального хозяйства Челябинска.
В. В. Лоренсов значительно перестроил дом. Здание приобрело вид, напоминающий старинные русские терема и солидные особняки, и именно в таком виде он в 1977 году получил статус памятника архитектуры регионального значения. Однако с течением времени фамилия «Лоренсов» была искажена до «Ларинцев» и в таком виде попала во многие документы.
В 1920-х гг. особняк был жилым. В 1930-х гг. здесь функционировал военкомат Центрального района. После Великой Отечественной войны здесь располагались различные учреждения, в 1992 году здесь начала работать частная фирма. В дальнейшем дом приобрела фирма «Медиком», а после её банкротства в особняке расположилась Служба судебных приставов. В 2010 г. по распоряжению губернатора Челябинской области П. И. Сумина дом занял Союз журналистов России за символическую плату, а уже в 2011 г. Союз журналистов из него был выселен. Ныне здесь находится Центр развития туризма Челябинской области.
По решению № 371 Челябинского облисполкома от 20.09.1977 особняк признан памятником архитектуры местного значения.

## Описание
Особняк построен из дерева и опирается на невысокий облицованный каменный цоколь. С северной стороны дом ограничивает высокая брандмауэрная стена. Сам особняк в плане имеет вид буквы «Г». Его наличники и карниз украшены богатой резьбой. Уличный фасад имеет три башенки с острыми шпилями и с крытыми черепицей куполообразными кровлями. За средней башней находится остеклённый фонарь, благодаря которому свет попадает во внутренние помещения дома и освещает вестибюль. Дом также украшают многочисленные башенки и резные панели.
Дом неоднократно ремонтировался: в 1990-х гг., 2011 г. и 2013—2014 гг. Благодаря этим ремонтам были восстановлены утраченные детали резного фасадного декора и наружная тесовая обшивка стен, проведены водопровод и канализация, отремонтированы отопление и освещение, выполнена перепланировка внутренних помещений, отремонтирована кровля, восстановлены внутренние двери.